# Idiot Pop
Idiot Pop（イディオットポップ）は、日本のテクノポップミュージシャン、作曲家、編曲家、音楽プロデューサー。本名、フチガミコウスケ。「Kosuke Fuchigami」名義でも、活動している。

## 略歴
宮崎県延岡市生まれ。
ダンスミュージックで歌謡曲の世界を書き換えた小室哲哉の全盛期に思春期を過ごしてしまった彼は、その音楽性と生き方に感銘を受ける。
以来、昨今の時代の音を貪欲に欲しがるテクノビッチ的探求に邁進。そこから得た経験を、 あくまでポップさに拘りつつ、楽曲に落とし込む。
2009 年リリースされた1000 枚限定自主制作の1st アルバムが、無名の新人としては異例の1 ヶ月で完売し、話題となる。
2010 年1st EP「Idiography E.P.」をリリース、渚音楽祭にも出演。2011 年Square Enix の名曲Remix シリーズ第3 弾「More SQ」、「キラキラジブリ-RETURNS-」等の話題のコンピにも参加。 そして2011 年11 月「Idiography E.P.2」リリース。2012 年” 禁断の多数決” に透明感などの楽曲提供し、同年9 月2nd アルバム「EXWORLD」をリリース。
フレネシ、Hugo Manual a.k.a Chad Valley、PandaBoY など様々なジャンルのゲストを迎え、独自の世界観を作り上げ反響を得る。
2013 年5 月自身が注目する計13 組のリミキサーをフィーチャーし、今までの楽曲のリミックス＋新曲をコンパイルした「TOY POP」をリリース。
ジャンルの垣根を越えて多方面から注目を集める。同年自身のレーベルも立ち上げ、ダンスミュージックシーンの若手注目株Carpainter を配信でリリース。
活動の場を多岐に広げていきながらついに2014 年4 月2 日、今現在理想とするポップ・ミュージックを詰め込んだ3rd アルバム「UNIVERSE」を松武秀樹が主催する「motion±」からリリース。
2016年10月、昨今のダンスミュージックを独自の視点で昇華し、今までの楽曲をアップデートさせたEP「IDIOGRAPHY EP3.EP4」を2枚同時リリース!!好評を博す。
2018年5月に待望のニューシングル”Girls”をリリース。2018年6月には自身初プロデュースした女性アーティストSUISAI LABYRINTHの1stシングル”SUISAI EP”をリリース。最近では、乃木坂46出演CMやKIRINのCMソングも手がける。

## 作品

### EP
| 1. You’ve got lost 2. Dance,Dance,Hate!!! 3. Desperate Freedom 4. Too Late Tonight 5. Sleeping Beauty 6. On the Way to the Babylon…(Fade in） |

| 1.You’ve Got the Love(セルフリミックス） 2.Wander Wonder(セルフリミックス） 3.MAGIC(セルフリミックス） 4.Dreaming Boy in Bedroom (セルフリミックス） 5.トキヨトマレ 6.Paradoxical Scream (セルフリミックス） |

| 1.OUR SUMMER feat Shingo Maeda (birds melt sky) 2.There We Go!!! feat. 松田chabe岳二 (セルフリミックス） 3.HOPE feat. Shoko Eida (セルフリミックス） 4.ワンダーランドfeat .安島裕輔 5.MISS ME feat.JINA LEE (セルフリミックス) 6.Why You are not Here feat Shingo Maeda (セルフリミックス） 7.フリクション feat やまのいゆずる (セルフリミックス） |

| 1 美しい星 2 ミス・ユー 3 キミに会えてよかった 4 オーバーナイト 5 ミス・ユー (セルフリミックス） 6 美しい星 (セルフリミックス） |

| 1 DON’T GO 2 MISS ME ( RAVE AGAIN REMIX) 3.OUR SUMMER feat. Shingo Maeda (birds melt sky) 森心言(Alaska Jam/DSC) (セルフリミックス） 4 MELLOW GO ROUND 5 You’ve Got The Love (セルフリミックス）Live Ver 6 Wander Wonder (セルフリミックス）Live Ve |

| 1. ユートピア feat.hajimepop 2. ローラー・スルー・ゴー･ゴー feat.TEN (n3q?) 3. I.P.E.P feat.em-pod 4. near here feat.咎メル |

| 1. コーヒー feat.まつもと尚こ 2. ユートピア feat.hajimepop (セルフリミックス） |

| 1. Blind of you feat. 咎メル 2. 美しい星 feat.スイサイ・ラビリンス （Everlasting Ver) 3. Blind of you feat. 咎メル (inst) |

| 1.レモネード feat. hajimepop, MEMIcream 2.answer feat. supi 3.L.S.N. feat. supi 4.クワイエットルーム feat. まつもと尚こ |

### 配信限定シングル
| 発売日         | タイトル                                              |
| -------------- | ----------------------------------------------------- |
| 2020年4月3日   | lovin' you (feat. supi)                               |
| 2020年6月26日  | Smiles Like Teen Spirit (feat. やまのいゆずる & supi) |
| 2020年10月16日 | deeply                                                |
| 2020年11月13日 | ぼくとクマ (feat. Hajimepop)                          |
| 2020年12月11日 | 愛しみ吐息                                            |
| 2021年8月27日  | Goodbye My Loneliness (feat. hajimepop & popo)        |
| 2021年10月22日 | ミルフィーユ / Idiot Pop & gummy3000                  |
| 2022年2月18日  | HERO / Idiot Pop & gummy3000                          |
| 2022年6月3日   | ロンリー・ロンリー (feat. 小林もも)                   |
| 2022年8月5日   | Never Ever                                            |
| 2022年10月14日 | Changes                                               |
| 2022年12月21日 | I'm in you (feat. 小林もも)                           |

### アルバム
| 1. Into Da Parallel Worlds (intro) 2. Paradoxical Scream 3. Candy Machine Music 4. World’s End 100 Kisses 5. Want My Girl To Be Bxxch!!! 6. MAGIC 7. summertime 8. Swan Lake In My Head 9. MISS ME(Idiot Pop Drink with JINA) 10. Bright 11. Laika (Sadisticalcohol Ver.) 12. DEPARTURES (Idiot Pop Drink with JINA) 13. Baby,baby I love you 14. Child Song (outro) |

| 1.Internal World 2.Anyway Someway feat. Frenesi 3.Love I want feat. Hugo Manuel (Jonquil) 4.Wander Wonder 5.Can’t Stop Music 6.Beautiful Stranger feat. PandaBoY 7.Sleeping Beauty 8.君去りし後 feat.KEN Smooth 9.EXWORLD 10.We Belong Together 11.Good Bye Sorrow 12.Why You Are not Here…feat.Shingo Maeda 13.Love I want(summer time goes on selﬁsh control remix) |

| 1. Paranoid Universe 2. There We Go!!! 3. DREAMING BOY IN BEDROOM 4. Les Aventuriers 5. Living Dead in Italo 6. HOPE 7. コズミックダンサー×プラトニックスター 8. Everlasting Loving You 9. life is like a bad movies 10. フリクション 11. 君のことが知りたくて、君のことを夢にみる 12. DORAMA |

### リミックスアルバム
| 発売日     | タイトル | 収録曲 | 備考 |
| ---------- | -------- | ------ | ---- |
| 2013/05/16 | TOYPOP   |        |      |